# 福山区
福山区（ふくざん-く）は、中華人民共和国山東省煙台市にある市轄区。山東半島東北部に位置する。東は大沽夾河を挟んで芝罘区と萊山区に、東南は牟平区に、西南は棲霞市に、西北は蓬萊区に、北は煙台経済技術開発区にそれぞれ接する。483平方kmの範囲に25万人が住む。域内には清洋河（俗称・内夾河）と大沽夾河（俗称・外夾河）の2本の川が流れ、煙台市の水源である貯水湖・門楼ダムがある。
区内に位置する福山という山から区名がつけられた。福山区はかつて福山県とよばれ、歴史上は牟平県の一部となっていた時期が多かった。現在の煙台市の都心部はかつて福山県に属していたが、煙台が港湾都市として発達し拡大するごとに福山県の範囲は縮小し、県が廃止され福山区となってからも2002年に古現鎮と八角鎮が分離され煙台経済技術開発区となり、ついに海岸に接する部分を失った。
福山県は古くから桜桃の産地として知られるほか、リンゴやピーナッツの産地でもある。そのほか福山県からは近代以降有名な料理人を輩出しており、豊かな農産物と海産物が山東料理（魯菜）の形成と発展に大きな役割を果たしてきたため山東料理の発祥の地のひとつとされている。
また清後期の官僚で台湾行政や南京条約締結後のイギリスとの交渉にあたった鹿沢長の旧居などもある。甲骨文の発見者であり清末期の国子監祭酒に任じられていた王懿栄も福山県の人であった。

## 行政区画
- 街道:清洋街道、福新街道、東庁街道、門楼街道
- 鎮:高疃鎮、張格荘鎮、回里鎮、臧家荘鎮
- 煙台経済技術開発区
  - 古現街道、大季家街道、八角街道、福莱山街道